# Manslaughter (album)
Albums de Body Count
Murder 4 Hire
(2006)
Singles
1. Talk Shit, Get Shot
Sortie : 19 mai 2014

Manslaughter est le cinquième album studio du groupe de heavy metal / rap metal américain Body Count. Il est paru le 10 juin 2014 sur le label Sumerian Records et a été produit par Will Putney.

## Historique
Il fallut attendre huit années pour voir Body Count donner un successeur à l'album Murder 4 Hire. Le 9 décembre 2012, Ice-T annonce, via son compte Twitter, que le groupe a signé un contrat d'enregistrement avec Sumerian Records et que la production du nouvel album commencera en janvier 2013. L'enregistrement débutera en mai 2013 à Los Angeles dans les studios Deathstar. Après quelques enregistrement supplémentaires aux Temple Sound Studios de Rancho Cucamonga, Ice-T annonce en mai 2014 que l'album est près, qu'il s'intitule Manslaughter et que la vidéo de Talk Shit, Get Shot a été filmée.
Parmi le personnel qui compose le groupe pour cet enregistrement il y a deux nouveaux venus, le batteur III Will (William Dorsey Jr., ex-Dead End Amelia et Laughing Colors) et le guitariste Juan of the Dead (Juan Garcia, ex-Agent Steel et Evildead). Jamey Jasta de Hatebreed se joindra à Ice-T pour le chant sur le titre Pop Bubble.
Sur cet album figure deux reprises, la version "heavy metal" du titre 99 Problems qu'on peut trouver sur l'album Home Invasion (1993) de Ice-T dans sa version rap et une reprise du groupe américain de crossover trash Suicidal Tendencies parue en 1983 sur l'album éponyme du groupe, version dont Ice-T changera les paroles en abordant des thèmes plus actuels (les jeux vidéo, internet, les végétariens).
Cet album est le premier du groupe à se classer dans les charts américains du Billboard 200, 102e place, depuis Born Dead paru en 1994.

## Liste des titres
| No  | Titre                     | Auteur                                                    | Durée |
| --- | ------------------------- | --------------------------------------------------------- | ----- |
| 1.  | Talk Shit, Get Shot       | Ernest Cunnigan, Tracy Marrow, Vincent Price, Will Putney | 3:47  |
| 2.  | Pray for Death            | Cunnigan, Marrow, Price, Putney                           | 3:40  |
| 3.  | 99 Problems BC            | Marrow                                                    | 3:09  |
| 4.  | Back to Rehab             | Cunnigan, Marrow, Price, Putney                           | 3:25  |
| 5.  | Manslaughter              | Cunnigan, Marrow, Price                                   | 3:13  |
| 6.  | Get a Job                 | Cunnigan, Marrow, Price                                   | 3:01  |
| 7.  | Institutionalized 2014    | Mike Muir, Louiche Mayorga, Marrow                        | 3:46  |
| 8.  | Pop Bubble                | Cunnigan, Marrow, Price, Putney                           | 3:24  |
| 9.  | Enter the Dark Side       | Cunnigan, Marrow, Price                                   | 3:30  |
| 10. | Bitch in the Pit          | Cunnigan, Marrow, Price                                   | 3:00  |
| 11. | Black Voodoo Sex          | Cunnigan, Marrow, Price                                   | 3:58  |
| 12. | Wanna Be a Gangsta        | Cunnigan, Marrow, Price                                   | 3:45  |
| 13. | I Will Always Love You    | Cunnigan, Marrow, Price                                   | 5:14  |
| 14. | 99 Problems BC (Rock mix) | Marrow                                                    | 3:22  |

## Musiciens
- Ice-T : chant
- Ernie-C : guitare solo
- Vincent Price : basse, chœurs
- Juan the Dead : guitare rythmique, chœurs
- III Will : batterie, percussions
- Sean E Sean : samples, chœurs

## Charts
| Pays       | Chart              | Durée du classement | Meilleur classement |
| ---------- | ------------------ | ------------------- | ------------------- |
| États-Unis | Billboard 200      | 1 semaine           | 102e                |
| États-Unis | Independent Albums | 2 semaines          | 19e                 |
| États-Unis | Hard Rock Albums   | 3 semaines          | 8e                  |
| États-Unis | Top Rock Albums    | 1 semaine           | 30 e                |